# Sangihe-szigeti pápaszemesmadár
A Sangihe-szigeti pápaszemesmadár (Zosterops nehrkorni) a madarak (Aves) osztályának verébalakúak (Passeriformes) rendjébe, ezen belül a pápaszemesmadár-félék (Zosteropidae) családjába tartozó faj.

## Rendszertani eltérés
A szóban forgó madarat, korábban azonosnak tartották a Nehrkorn-pápaszemesmadárral (Zosterops atrifrons), azonban kutatások során Pamela Cecile Rasmussen amerikai ornitológusnő és kollégái bebizonyították, hogy valójában két külön fajról van szó. Ugyanebből a kutatásból kitudódott, hogy a Seram-szigeti pápaszemesmadár (Zosterops stalkeri) nem azonos az új-guineai pápaszemesmadárral (Zosterops minor).

## Előfordulása
Amint a Sangihe-szigeti füleskuvik (Otus collari), a Zosterops nehrkorni is az Indonéziához tartozó Sangihe-sziget endemikus madara.

## Életmódja
A természetes élőhelye a trópusi és szubtrópusi magashegyi erdők. Az élőhelyeinek elvesztése veszélyezteti a fajt.

## Fordítás
- Ez a szócikk részben vagy egészben  a   Sangihe white-eye című angol Wikipédia-szócikk ezen változatának fordításán alapul.  Az eredeti cikk szerkesztőit annak laptörténete sorolja fel. Ez a jelzés csupán a megfogalmazás eredetét és a szerzői jogokat jelzi, nem szolgál a cikkben szereplő információk forrásmegjelöléseként.